# Fudbalski klub Slavija Beograd
Il Fudbalski klub Slavija (in cirillico Фудбалски клуб Славија), noto come Slavija Beograd, fu una società calcistica serba con sede nella città di Belgrado.
Il club ha vissuto il suo momento migliore nel periodo interbellico, quando ha militato in leghe al vertice del calcio del Regno di Jugoslavia (campionato belgradese 1921-22) e della Serbia (Srpska liga 1943-44).

## Storia
Il club viene fondato nel 1912 e nei primi 30 anni di vita milita nei campionati della Sottofederazione calcistica di Belgrado (a quei tempi il calcio nel Regno di Jugoslavia era diviso in varie sottofederazioni, e le più importanti e competitive erano la belgradese e quella di Zagabria). I momenti migliori sono le partecipazioni alla prima serie belgradese nel 1921-22 ed al campionato serbo nel 1943-44.
Dopo la seconda guerra mondiale, milita sempre nei campionati minori belgradesi. Lo Slavija partecipa a due campionati della Srpska liga quando essa è di seconda divisione, in un momento di ristrutturazione nel calcio jugoslavo: nel 1952 e nel 1952-53. Inoltre riesce a qualificarsi per due edizioni della Coppa di Jugoslavia: 1950 e 1952.
Negli ultimi 10 anni di vita, nella Serbia indipendente, lo Slavija fa la spola fra la terza e la quarta divisione, prima di sciogliersi nel 2014.
In alcuni anni della sua vita, il club si è chiamato BPI (Beogradska Pekarska Industrija, Industria dei prodotti da forno di Belgrado).

## Strutture

### Stadio
Il club disputava le partite interne allo Stadion Slavija, un impianto da 2000 posti.